# Théodore Reinach
Theodore Reinach (St-Germain-en-Laye, 3 de julho de 1860 † Paris, França, 28 de outubro de 1928) foi um advogado e arqueólogo francês.
Membro de uma família judia com origens em Frankfurt, irmão mais novo de Joseph Reinach e Salomon Reinach, os três eram conhecidos como os "irmãos sabe tudo". 
Teve uma brilhante carreira acadêmica, tendo adquirido dois doutorados, um em letras e outro em direito. De 1881 a 1886 foi advogado em Paris. Em 1886 casou-se com Charlotte Reinach  com quem teve duas filhas: Hélène e Gabrielle. Depois do falecimento desta, casou-se com  Fanny Hirsch-Kann (1870 - Anvers-1917 - Paris), filha de Betty von Ephrussi e Maximilien Hirsch Kann com quem teve quatro filhos, um deles, Léon, casou-se com Béatrice de Camondo, irmã de Nissim de Camondo e filha do famoso banqueiro  Moïse de Camondo.
Em 1890 participou de uma missão arqueológica a Constantinopla, depois se especializou em história da Grécia Antiga. Decifra, em Delfos, a notação musical de um antigo hino à Apolo, que seu amigo Gabriel Fauré, depois transformará em melodia.
De 1894 a 1896 é professor de numismática antiga na Sorbonne.
Escreveu obras importantes sobre reinos antigos da Ásia Menor, história judia e francesa: 
- Trois royaumes de l'Asie Mineure, Cappadoce, Bithynie, Pont ( em português Três reinos da Ásia Menor: Reino da Capadócia, Bitinia e Pont), 1888;
- Mithridate Eupator, 1890;
- Textes d'auteurs grecs et romains relatifs au judaïsme (ou Textos de autores gregos e romanos relativos ao judaísmo), 1895.
- Histoire dos Israélites depuis la ruine de leur indépendance nationale jusqu'à n jours, (em português História dos Israelitas depois da ruína de sua independência nacional até nossos dias), 2ª ed., 1901.
- Charles de Valois et les juifs, 1901;
- Histoire sommaire de l'affaire Dreyfus, 1924;
- La musique grecque, 1926;
- Œuvres complètes de Flavius Josèphe, 1932;

Também traduziu com H. Weil o Tratado em música, de Plutarco, 
De 1888 a 1897, editou a Revista de estudos gregos
Construiu a Villa Kerylos em Beaulieu-sur-Mer, na Riviera Francesa, em um estilo parecido com o da arquitetura grega, no tempo de Péricles. A vila é atualmente um museu.